# Fer Niño
Fernando “Fer” Niño Rodriguez (* 24. Oktober 2000 in Rota), bekannt als Fer Niño, ist ein spanischer Fußballer, der beim FC Villarreal unter Vertrag steht und auf der Position des Stürmers spielt.

## Karriere
Niño schloss sich 2016 der Jugendabteilung des FC Villarreal an, nachdem er zuvor für den CD Rota, den FC Cádiz und Balón de Cádiz gespielt hatte. Sein Debüt in der dritten Mannschaft gab er am 24. August 2019 bei einem 3:0-Auswärtssieg in der Tercera División gegen Recambios Colón CD.
Am 22. Januar 2020 gab er in der Copa del Rey sein Debüt in der ersten Mannschaft, als er beim 3:0-Auswärtssieg gegen den FC Girona in der zweiten Halbzeit für Pau Torres eingewechselt wurde. Sein Debüt in La Liga gab Niño am 25. Januar 2020 beim 2:1-Sieg bei Deportivo Alavés; er wurde in der 88. Minute für Carlos Bacca eingewechselt und erzielte in der folgenden Minute den Siegtreffer. Am 12. November verlängerte er seinen Vertrag bis 2024. Im Sommer 2021 wurde er für eine Saison an RCD Mallorca verliehen.

### Nationalmannschaft
2021 kam er erstmals für die spanische U21-Nationalmannschaft zum Einsatz.

## Familie
Sein Vater trug ebenfalls den Namen Fernando Niño und spielte als Fußballprofi für die meiste Zeit seiner Karriere für den RCD Mallorca auf der Position des Innenverteidigers.